# Момсько-Черська область
Момсько-Черська область займає центральні райони Північно-Східного Сибіру. На півдні і заході її піднімаються пасма хребта Черського (пасма його вододільних масивів вище 2300–2600 м) і Тас-Кистабита (2100–2280 м), а на півночі — хребти Селенняхський (1300–1400 м, до 2002 м) і Момський (2100–2500 м). Південні і північні хребти розділені Момо-Селенняхським пониженням (300–700 м). На півночі область відокремлена від Яно-Індигірської низовини, Полоусним кряжем (700–900 м). Пасма хребта Черського представляють витягнуті паралельно один одному відособлені хребти. Найбільш протяжні і високі з них Хадаран'я (2185 м), Тас-Хаяхтах (2356 м), Догдо (2272 м), Чемалгинський (2619 м), Чибагалахський (2449 м), Онелський (2695 м), Боронг (2304 м), Порожний (2644 м), Силяпський (2703 м), Ерікитський (2477 м), Улахан-Чистай (3147 м), Охандя (2303 м), Черге (2323 м). Пасма Момського хребта включають власне Момський (2533 м), Гармичан (2406 м), Арга-Тас (2393 м).
В горах налічується 372 сучасних льодовика загальною площею близько 160 км². Ущелини глибоко врізані. У верхів'ях річок звичайні стародавні морени. У високогір'ї річки нерідко течуть в каньйонах. Разом з альпійським типом рельєфу, в межах Момсько-Черської області відомі величезні, високо підняті плато (Томмотський масив з висотами до 2000 м, плато Улахан-Чистай — 2100 м) і великі тектонічні западини з рівнинно-горбистим рельєфом. Найбільшою западиною є Момо-Селенняхське пониження. До ліній розломів приурочені виходи гарячих джерел, а іноді — не діючі вулкани. Один з них — Балаган-Тас на Момі. Низка масивів (Тас-Хаяхтах, Догдо тощо) мають типово горстовий рельєф. Вершини їх представляють стародавні вирівняні поверхні розмиву. Для рельєфу хребтів характерні численні тераси, куруми, соліфлюкционні вали, кам'яні плащі.
Перевали в горах мають середні відмітки: у хребтах Хадаранья — 1200 м, Тас-Хаяхтах — 1600 м, Чемалгинському і Момському — 2000 м, Чибагалахському і Порожному — 2200 м, в Буордахському масиві — 2500 м.
В результаті суворих кліматичних умов сніговий покрив в долинах дуже рихлий, завглибшки до 0,4-0,6 м. У окремих місцях сніг може бути видутий, оголяючи куруми. Подібне трапляється в долинах річок Чибагалахського, Чемалгинського хребтів. На перевалах сніг щільний, із застругами, вітровою дошкою. На льодовиках може оголюватися лід. Видуву снігу особливо схильні фронтальні обриви і сходинки льодовиків. У хребті Черського дуже велика лавинна небезпека. Вона виникає в результаті накопичення снігу протягом зими, посилюється після снігопадів. Небезпеку представляють навислі козирки на пасмах, над кулуарами, стінами каньйонів, схилами ущелин і вузьких долин.
Річки перетинають хребти у вузьких і глибоких долинах. Головна річка області Індигірка прориває хребет ущелиною завглибшки 2000 м. Її притоки течуть в міжгірських долинах, нерідко з великим падінням річища. Мома і Сєлєнях, що є в міжгірському пониженні, мають широкі, іноді заболочені долини. На річках бувають незамерзаючі у великий мороз ополонки. Відомо, що місцеві жителі взимку на Ін'ялі, Уолчані в ополонках ловлять рибу. У Момсько-Черській області багато велетенських полоїв — в долинах Моми, Кири. На більшості річок наледі звичайні. Наледний пояс лежить на відмітках висот 400–1600 м. Рідкостойні модринові ліси займають лише міжгірські улоговини і нижні частини схилів. Вони піднімаються до 250–300 м на півночі області, 650–700 м в середній частині і 800–1100 м в крайніх південно-східних районах. Великі площі зайняті чагарниками кедрового сланцю.